# Addiko Bank
Addiko Bank AG er en østrigsk bankkoncern med aktiviteter i Mellem- og Sydøsteuropa. De satser både på privatkunder og erhvervskunder. Addiko Bank AG i Wien er moderselskab for 6 banker i Kroatien, Slovenien, Bosnien-Hercegovina, Serbien og Montenegro. De har ca. 800.000 kunder, 170 filialer og 2.675 ansatte.
Selskabet blev børsnoteret på Wiener Börse i 2019.